# Альхаджі Геро
Салісу Абдуллахі «Альхаджі» Геро (англ. Salisu Abdullahi "Alhaji" Gero, нар. 10 жовтня 1993, Кано, Нігерія) — нігерійський футболіст, нападник.

## Клубна кар'єра
Народився 10 жовтня 1993 року. Вихованець футбольної школи клубу «Ель-Канемі Ворріорс».
У дорослому футболі дебютував 2010 року виступами за команду клубу «Лобі Старз», в якій провів один сезон. 
Згодом з 2012 по 2013 рік грав у складі команд клубів «Кадуна Юнайтед» та «Енугу Рейнджерс».
Своєю грою за останню команду привернув увагу представників тренерського штабу шведського клубу «Естерс», до складу якого приєднався 2013 року. Відіграв за команду з Векше наступний сезон своєї ігрової кар'єри. Більшість часу, проведеного у складі «Естерса», був основним гравцем атакувальної ланки команди.
Протягом 2015 року захищав кольори данського «Віборга».
До складу клубу «Естерсунд» приєднався 2016 року. 14 вересня 2017 року вперше забив гол у європейських турнірах, відзначившись у ворота луганської «Зорі».
У серпні 2018 року перейшов до складу іранського клубу «Естеґлал», де відіграв півроку. У лютому 2019 року повернувся до Швеції, підписавши контракт з «Естерсундом». 
9 липня 2019 року підписав контракт з «Гельсінгборгом».

## Виступи за збірні
Протягом 2012–2013 років залучався до складу молодіжної збірної Нігерії. На молодіжному рівні зіграв у 18 офіційних матчах, забив 8 голів.